# Отиусы
Отиусы (лат. Othius) — род стафилинид из подсемейства Staphylininae.

## Описание
Верхняя губа глубоко двулопастная. Задние голени с шипиками. Надкрылья со слабой пришовной бороздкой. Брюшные тергиты у основания с простой поперечной бороздкой.

## Систематика
К роду относятся:
- вид: Othius angustus Stephens, 1833
- вид: Othius arieiroensis Palm, 1979
- вид: Othius baculifer Assing & Wunderle, 1993
- вид: Othius brachypterus Wollaston, 1864
- вид: Othius brevipennis Kraatz, 1857
- вид: Othius corpulentus Coiffait, 1972
- вид: Othius crassus Motschulsky, 1858
- вид: Othius grandis Hochhuth, 1849
- вид: Othius intermedius Korge, 1962
- вид: Othius jansoni Wollaston, 1854
- вид: Othius laeviusculus Stephens, 1833
- вид: Othius lapidicola Kiesenwetter, 1848
- вид: Othius microphallus Assing, 1998
- вид: Othius microphtalmus Coiffait, 1954
- вид: Othius neglectus Palm, 1976
- вид: Othius palmaensis Assing, 1996
- вид: Othius paralleliceps Quedenfeldt, 1882
- вид: Othius permutatus Assing, 1997
- вид: Othius philonthoides Wollaston, 1864
- вид: Othius piceus Scriba, 1870
- вид: Othius punctulatus (Goeze, 1777)
- вид: Othius ruivomontis Assing & Wunderle, 1993
- вид: Othius scoticus Stephens, 1833
- вид: Othius strigulosus Wollaston, 1854
- вид: Othius subuliformis Stephens, 1833
- вид: Othius transsilvanicus Ganglbauer, 1895
- вид: Othius volans J. Sahlberg, 1876
- вид: Othius wunderlei Assing, 1997
- вид: Othius zerchei Assing, 1996